# John Hillerman
John Hillerman, född 20 december 1932 i Denison, Texas, död 9 november 2017 i Houston, Texas, var en amerikansk skådespelare.

## Biografi
Hillerman debuterade på Broadway Theatre, men blev i slutet av 1960-talet/början av 1970-talet intresserad av skådespelaryrket och han hade i början några mindre roller i ett antal filmer.
Det verkliga genombrottet kom i TV-serien Magnum där han spelade Jonathan Higgins, en roll som han blev Emmy-belönad för.

## Filmografi

### Film
- 1971 – Lawman
- 1971 – Sweet, Sweet Rachel
- 1971 – Den sista föreställningen
- 1972 – Go’dag yxskaft?
- 1972 – The Carey Treatment
- 1972 – The Great Man's Whiskers (TV-film)
- 1972 – Skyjacked
- 1972– The Outside Man
- 1973 – The Thief Who Came to Dinner
- 1973 – Mannen med oxpiskan
- 1973 – Paper Moon
- 1973 – The Naked Ape
- 1974 – Det våras för sheriffen
- 1974 – The Nickel Ride
- 1974 – Chinatown
- 1974 – The Law (TV-film)
- 1975 – At Long Last Love
- 1975 – The Day of the Locust
- 1975 – Lucky Lady
- 1977 – Audrey Rose
- 1979 – Sunburn
- 1981 – Det våras för världshistorien del 1
- 1984 – Up the Creek
- 1989 – Gummibärchen küßt man nicht
- 1990 – Hands of a Murderer (TV-film)
- 1996 – A Very Brady Sequel

### TV (urval)
- 1975–76 – Ellery Queen
- 1976–80 – One Day at a Time
- 1977 – Betty White Show
- 1980–88 – Magnum
- 1989 – Jorden runt på 80 dagar
- 1990– 91 – The Hogan Family

## Teater

### Roller
| År   | Roll        | Produktion                         | Regi             | Teater                        |
| ---- | ----------- | ---------------------------------- | ---------------- | ----------------------------- |
| 1963 | Jim Lawland | The Blue Boy in Black Edmund White | Ashley Feinstein | Masque Theatre, New York, USA |